# Dornas
Dornas est une commune française, située dans le département de l'Ardèche en région Auvergne-Rhône-Alpes. Cette commune se situe à 10 km du Cheylard, à 41 km d'Aubenas et à 46 km de Privas.

## Géographie

### Situation et description
Dornas est un petit village à l'aspect essentiellement rural situé dans la région des Boutières. Il se positionne dans la vallée de la Dorne, qui lui a donné son nom. En suivant le cours de cette rivière, le voyageur accède à la ville du Cheylard, étant la plus grosse ville à proximité de Dornas.

### Climat
Pour des articles plus généraux, voir Climat d'Auvergne-Rhône-Alpes et Climat de l'Ardèche.
En 2010, le climat de la commune est de type climat des marges montargnardes, selon une étude du CNRS s'appuyant sur une série de données couvrant la période 1971-2000. En 2020, Météo-France publie une typologie des climats de la France métropolitaine dans laquelle la commune est exposée à un climat de montagne ou de marges de montagne et est dans la région climatique Sud-est du Massif Central, caractérisée par une pluviométrie annuelle de 1 000 à 1 500 mm, minimale en été, maximale en automne.
Pour la période 1971-2000, la température annuelle moyenne est de 10,2 °C, avec une amplitude thermique annuelle de 16,6 °C. Le cumul annuel moyen de précipitations est de 1 473 mm, avec 9,2 jours de précipitations en janvier et 5,7 jours en juillet. Pour la période 1991-2020, la température moyenne annuelle observée sur la station météorologique de Météo-France la plus proche, « Cheylard Sa », sur la commune du Cheylard à 8 km à vol d'oiseau, est de 12,2 °C et le cumul annuel moyen de précipitations est de 1 178,7 mm,. Pour l'avenir, les paramètres climatiques de la commune estimés pour 2050 selon différents scénarios d'émission de gaz à effet de serre sont consultables sur un site dédié publié par Météo-France en novembre 2022.

### Hydrographie

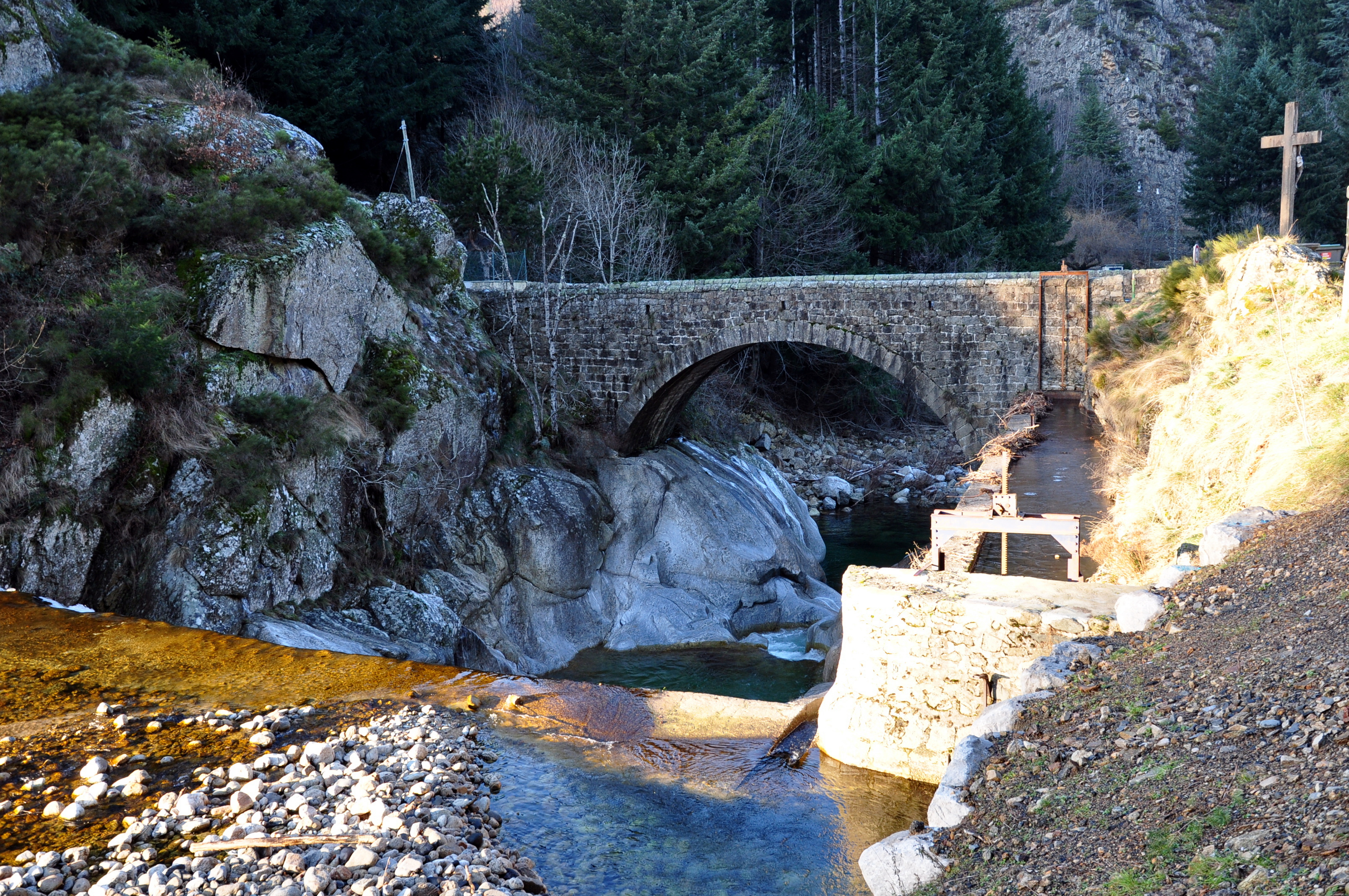
Pont sur la Dorne.

La commune est traversée par la Dorne, un affluent gauche de l'Eyrieux, donc un sous-affluent du Rhône.

### Voie de communication
Le territoire communal est traversé par la route départementale 518 (RD 518).

## Urbanisme

### Typologie
Au 1er janvier 2024, Dornas est catégorisée commune rurale à habitat dispersé, selon la nouvelle grille communale de densité à 7 niveaux définie par l'Insee en 2022.
Elle est située hors unité urbaine. Par ailleurs la commune fait partie de l'aire d'attraction du Cheylard, dont elle est une commune de la couronne,. Cette aire, qui regroupe 20 communes, est catégorisée dans les aires de moins de 50 000 habitants,.

### Occupation des sols

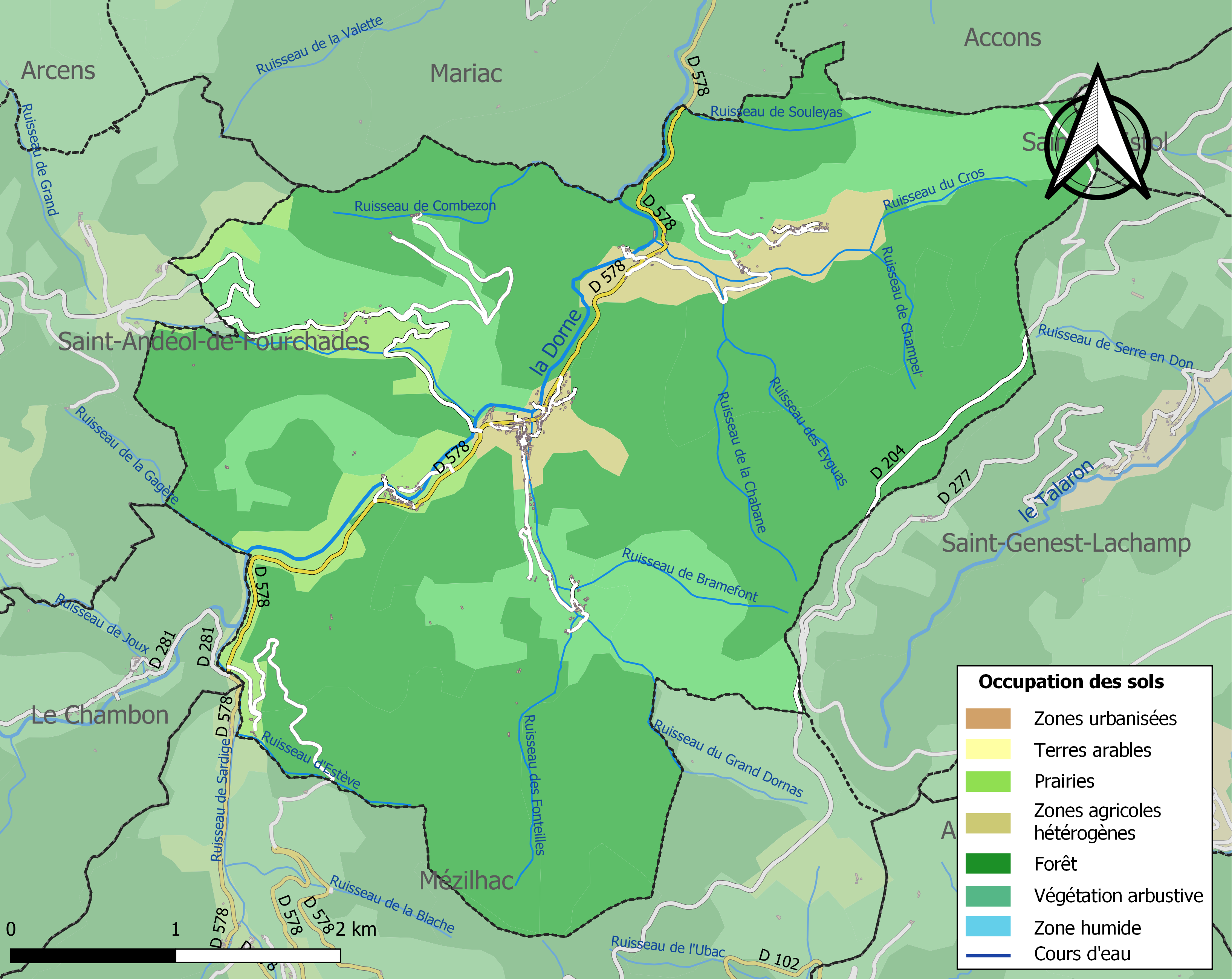
Carte des infrastructures et de l'occupation des sols de la commune en 2018 (CLC).

L'occupation des sols de la commune, telle qu'elle ressort de la base de données européenne d’occupation biophysique des sols Corine Land Cover (CLC), est marquée par l'importance des forêts et milieux semi-naturels (89,6 % en 2018), en augmentation par rapport à 1990 (86,3 %). La répartition détaillée en 2018 est la suivante : forêts (69 %), milieux à végétation arbustive et/ou herbacée (20,6 %), prairies (5,4 %), zones agricoles hétérogènes (5 %),.

### Risques naturels

#### Risques sismiques
L'ensemble du territoire de la commune de Dornas est situé en zone de sismicité no 2 (sur une échelle de 5), comme la plupart des communes situées sur le plateau et la montagne ardéchoise.
| Type de zone | Niveau           | Définitions (bâtiment à risque normal) |
| ------------ | ---------------- | -------------------------------------- |
| Zone 2       | Sismicité faible | accélération = 1,1 m/s2                |

## Histoire
Le lieu pourrait avoir apporté des traces d'occupation préhistorique (roche à cupules), mais rien de tangible.
Il semblerait que le village ait une origine médiévale (le « pont vieux » est attesté en 1348).
L'église paroissiale se trouvait alors au lieu-dit la Vieille Église surplombant le Grand Dornas, au bord d'une ancienne route de crête permettant de rejoindre Aubenas et la basse Ardèche via Mézilhac.

## Toponymie
La commune se nomme Dorna en occitan[réf. nécessaire].

## Politique et administration

### Tendances politiques et résultats
Le résultat de l'élection présidentielle de 2012 dans cette commune est le suivant :
| Candidat       | Candidat                    | Premier tour | Premier tour | Second tour | Second tour |
| Candidat       | Candidat                    | Voix         | %            | Voix        | %           |
| -------------- | --------------------------- | ------------ | ------------ | ----------- | ----------- |
|                | Eva Joly (EÉLV)             | 1            | 0,56         |             |             |
|                | Marine Le Pen (FN)          | 48           | 26,97        |             |             |
|                | Nicolas Sarkozy (UMP)       | 25           | 14,04        | 71          | 41,04       |
|                | Jean-Luc Mélenchon (FG)     | 21           | 11,80        |             |             |
|                | Philippe Poutou (NPA)       | 2            | 1,12         |             |             |
|                | Nathalie Arthaud (LO)       | 2            | 1,12         |             |             |
|                | Jacques Cheminade (SP)      | 1            | 0,56         |             |             |
|                | François Bayrou (MoDem)     | 26           | 14,61        |             |             |
|                | Nicolas Dupont-Aignan (DLR) | 8            | 4,49         |             |             |
|                | François Hollande (PS)      | 44           | 24,72        | 102         | 58,96       |
|                |                             |              |              |             |             |
| Inscrits       | Inscrits                    | 219          | 100,00       | 219         | 100,00      |
| Abstentions    | Abstentions                 | 37           | 16,89        | 30          | 13,70       |
| Votants        | Votants                     | 182          | 83,11        | 189         | 86,30       |
| Blancs et nuls | Blancs et nuls              | 4            | 1,83         | 16          | 7,31        |
| Exprimés       | Exprimés                    | 178          | 81,28        | 173         | 79,00       |

### Limites communales
- La commune s'est agrandie en 1853 des hameaux du Cros et de Molines, anciennement à Accons.

### Liste des maires
| Période                                  | Période                     | Identité                                         | Étiquette | Qualité     |
| ---------------------------------------- | --------------------------- | ------------------------------------------------ | --------- | ----------- |
| Les données manquantes sont à compléter. |                             |                                                  |           |             |
| 1793                                     | 1800                        | Pierre Giffon                                    |           |             |
| 1800                                     | 1814                        | Jean-Francois Cotta                              |           |             |
| 1814                                     | 1815                        | Jean-Louis Courtial                              |           |             |
| 1815                                     | 1829                        | Jean-Ignace Courtial                             |           | Notaire     |
| 1829                                     | 1837                        | Jean-Francois Courtial                           |           |             |
| 1837                                     | 1862                        | Jean-Francois Cotta                              |           |             |
| 1862                                     | 1865                        | Jean-Antoine Arnaud                              |           |             |
| 1865                                     | 1871                        | Jean-Francois Courtial                           |           |             |
| 1871                                     | 1879                        | Felix Sagnal                                     |           |             |
| 1879                                     | 1895                        | Régis Fraysse                                    |           |             |
| 1895                                     | 1899                        | Pierre Maurel                                    |           |             |
| 1899                                     | 1904                        | Eugène Chalencon                                 |           |             |
| 1904                                     | 1907                        | Régis Chasson                                    |           |             |
| 1907                                     | 1926                        | Emile Vialle                                     |           |             |
| 1926                                     | 1935                        | Ernest Maurel                                    |           |             |
| 1935                                     | août 1944                   | Jean Mathon                                      |           |             |
| 31 août 1944                             | 1945                        | Délégation Municipale Président : Joseph Chasson |           |             |
| 1945                                     | 1963                        | Joseph Chasson                                   |           |             |
| 1963                                     | 1967                        | Joseph Dexpert                                   |           |             |
| 1967                                     | mars 1971                   | Abel Riou                                        |           |             |
| mars 1971                                | mars 1983                   | André Curinier                                   |           |             |
| mars 1983                                | 2014                        | Lucien Vialle                                    |           | Instituteur |
| mars 2014                                | 2020                        | Maurice Dessus                                   |           |             |
| 2020                                     | 12 janvier 2021 (démission) | Guy Dallard,                                     |           |             |
| 4 juin 2021                              | 27 juin 2024 (démission)    | Nathalie Tellier                                 |           |             |
| 29 septembre 2024                        | En cours                    | Gaëlord Vialle                                   |           | Ambulancier |

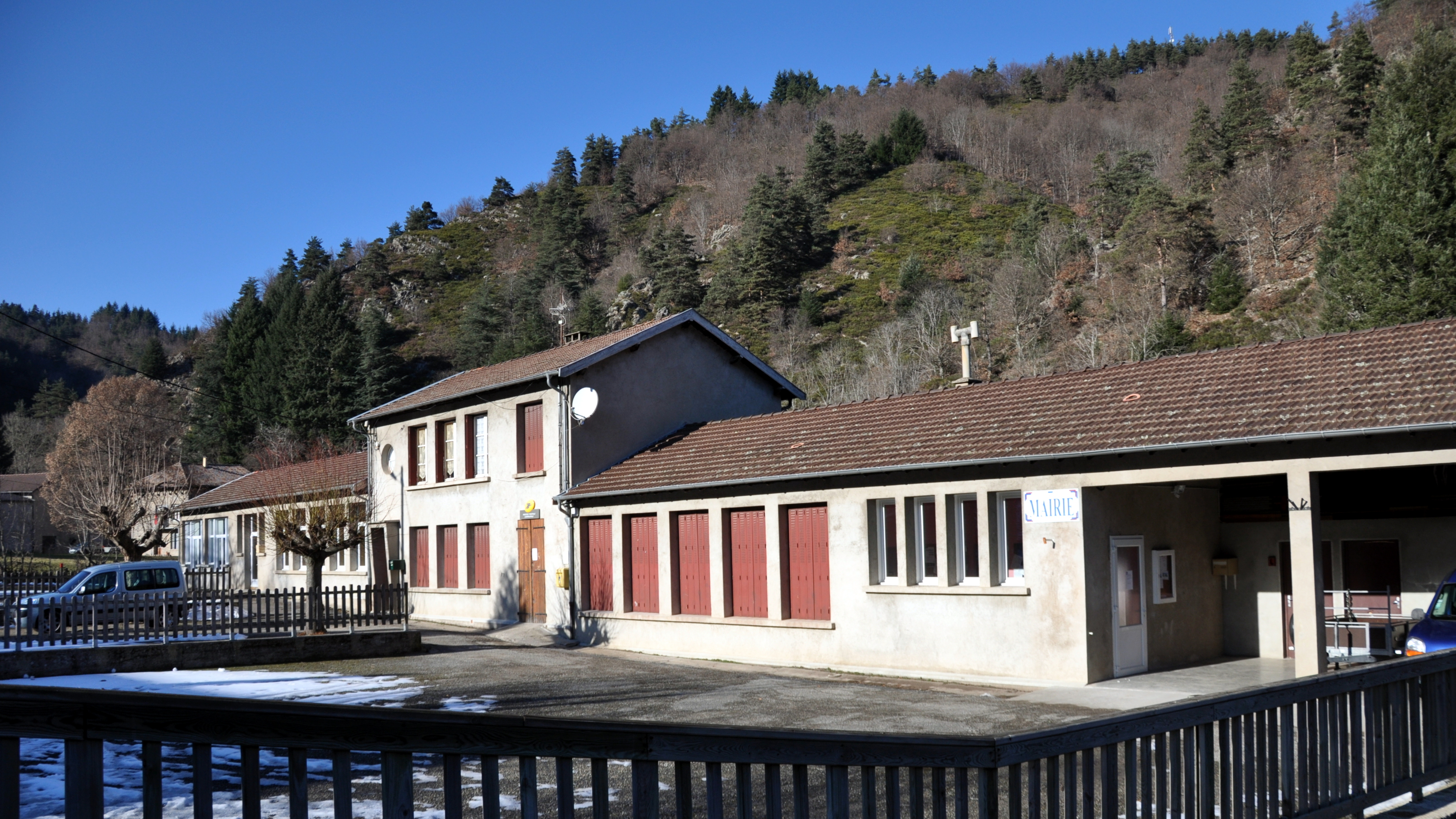
Mairie.

(sources : Mairie, site DORNAS 2006 : http://b2006.dornas.free.fr/)

## Population et société

### Démographie

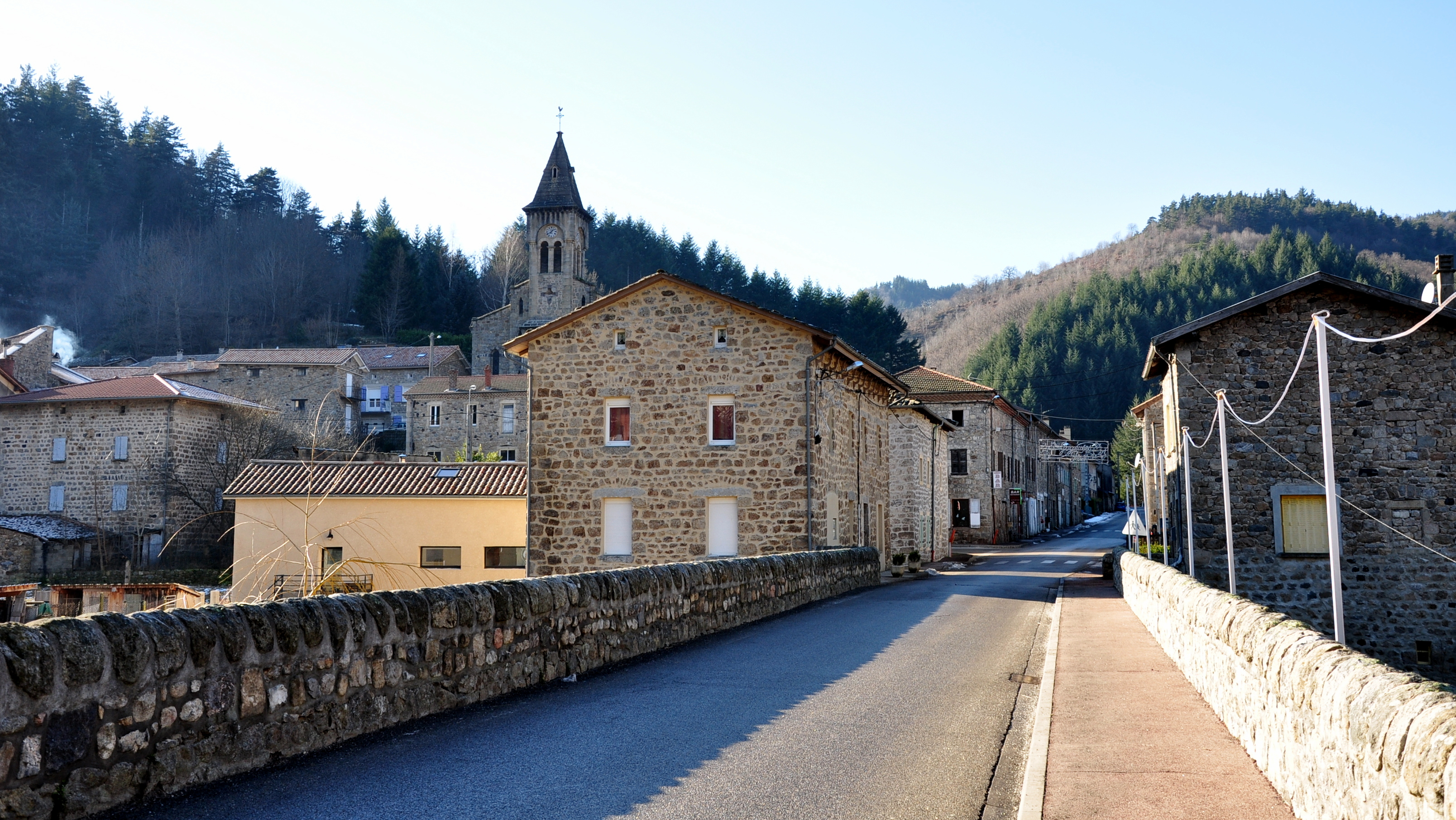
Cœur du village

On peut dénombrer la population de Dornas à la fin du XVe siècle en étudiant les Estimes de 1464. Dornas comptait alors 30 « feux », soit, avec 6 ou 7 habitants par feu, un chiffre estimé à 200 habitants.
Le maximum démographique est atteint en 1886 avec plus de 1 300 habitants.
L'évolution du nombre d'habitants est connue à travers les recensements de la population effectués dans la commune depuis 1793. Pour les communes de moins de 10 000 habitants, une enquête de recensement portant sur toute la population est réalisée tous les cinq ans, les populations de référence des années intermédiaires étant quant à elles estimées par interpolation ou extrapolation. Pour la commune, le premier recensement exhaustif entrant dans le cadre du nouveau dispositif a été réalisé en 2004.

En 2022, la commune comptait 198 habitants, en évolution de −4,81 % par rapport à 2016 (Ardèche : +2,48 %, France hors Mayotte : +2,11 %).
| 1793 | 1800 | 1806 | 1821 | 1831 | 1836 | 1841 | 1846 | 1851 |
| ---- | ---- | ---- | ---- | ---- | ---- | ---- | ---- | ---- |
| 654  | 512  | 661  | 674  | 877  | 930  | 879  | 845  | 922  |

| 1856  | 1861  | 1866  | 1872  | 1876  | 1881  | 1886  | 1891  | 1896  |
| ----- | ----- | ----- | ----- | ----- | ----- | ----- | ----- | ----- |
| 1 138 | 1 135 | 1 200 | 1 202 | 1 292 | 1 344 | 1 346 | 1 305 | 1 250 |

| 1901  | 1906  | 1911  | 1921 | 1926 | 1931 | 1936 | 1946 | 1954 |
| ----- | ----- | ----- | ---- | ---- | ---- | ---- | ---- | ---- |
| 1 150 | 1 239 | 1 146 | 930  | 894  | 884  | 850  | 658  | 573  |

| 1962 | 1968 | 1975 | 1982 | 1990 | 1999 | 2004 | 2006 | 2009 |
| ---- | ---- | ---- | ---- | ---- | ---- | ---- | ---- | ---- |
| 485  | 379  | 317  | 276  | 269  | 247  | 270  | 266  | 283  |

| 2014 | 2019 | 2022 | - | - | - | - | - | - |
| ---- | ---- | ---- | - | - | - | - | - | - |
| 222  | 205  | 198  | - | - | - | - | - | - |

### Enseignement
La commune est rattachée à l'académie de Grenoble.

### Médias
Deux organes de presse écrite sont distribués dans la commune :
- L'Hebdo de l'Ardèche

Il s'agit d'un journal hebdomadaire français basé à Valence et diffusé à Privas depuis 1999. Il couvre l'actualité pour tout le département de l'Ardèche.
- Le Dauphiné libéré

Il s'agit d'un journal quotidien de la presse écrite française régionale distribué dans la plupart des départements de l'ancienne région Rhône-Alpes, notamment l'Ardèche. La commune est située dans la zone d'édition du Nord-Ardèche (Annonay - Le Cheylard).

### Cultes
La communauté catholique et l'église de Dornas (propriété de la commune) dépendent de la paroisse Notre-Dame des Boutières, elle-même rattachée au diocèse de Viviers.

## Économie
Dornas a eu par le passé une économie prospère grâce notamment aux eaux minérales « La Châtelaine », dont l'exploitation commença en 1920 pour s'achever en 1992.
Jusqu'en 1966, le moulinage de Dornas fonctionnait afin de produire de la soie. Il était actionné par la force motrice des eaux de la Dorne. Ce moulinage aurait employé plus de 30 ouvriers lors de ses  années les plus prospères.

## Culture et patrimoines

### Monuments
- Le « château » de Dornas, dont l'origine reste à déceler.
- Quelques linteaux de porte anciens.
- Église Saint-Vincent de Dornas.
- La tour dite «La Chapelle» au Grand Dornas.
- Le four à pain de Molines, restauré en 2004.
- Notre-Dame de la Dorne.

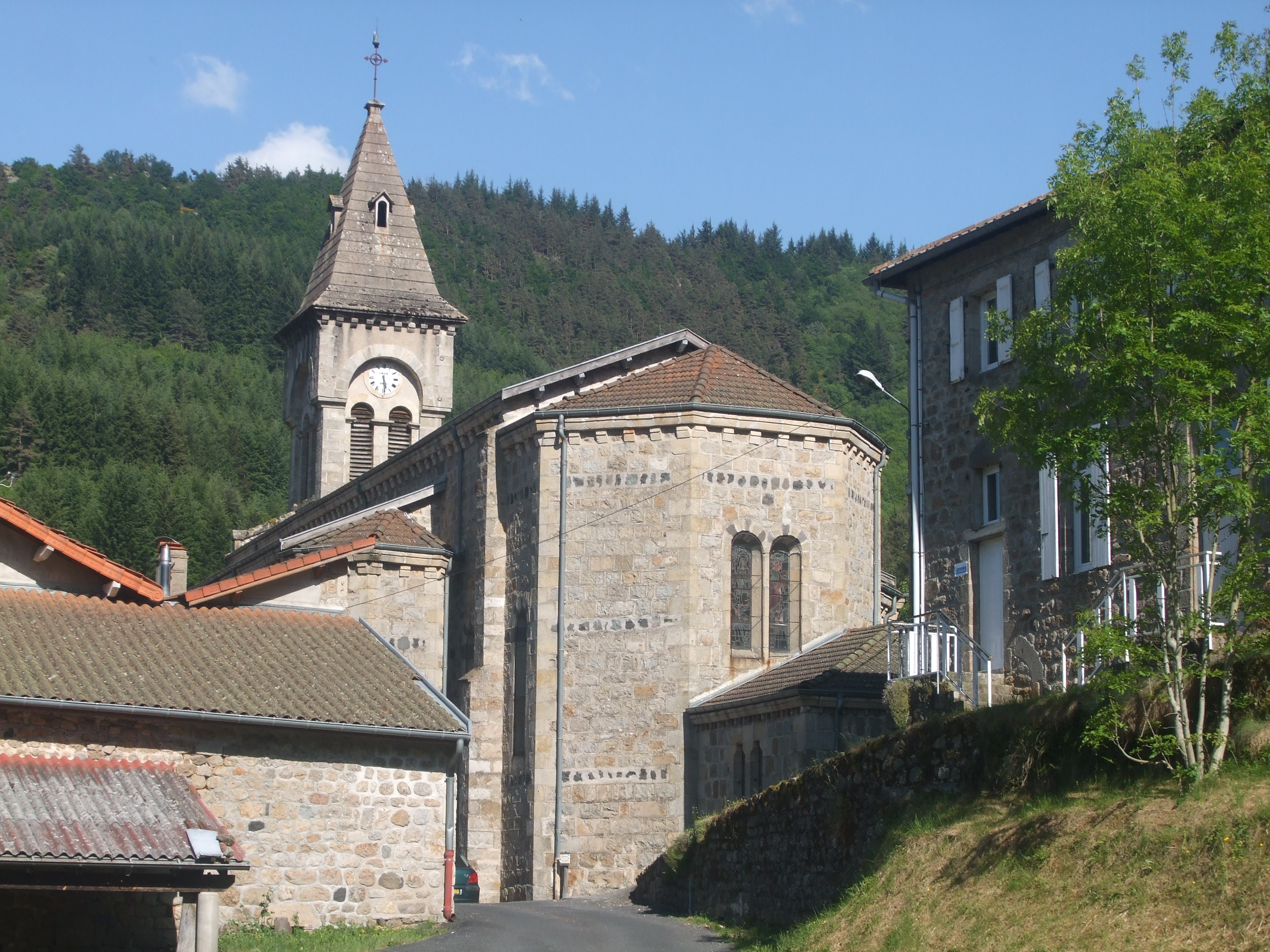
L'église.
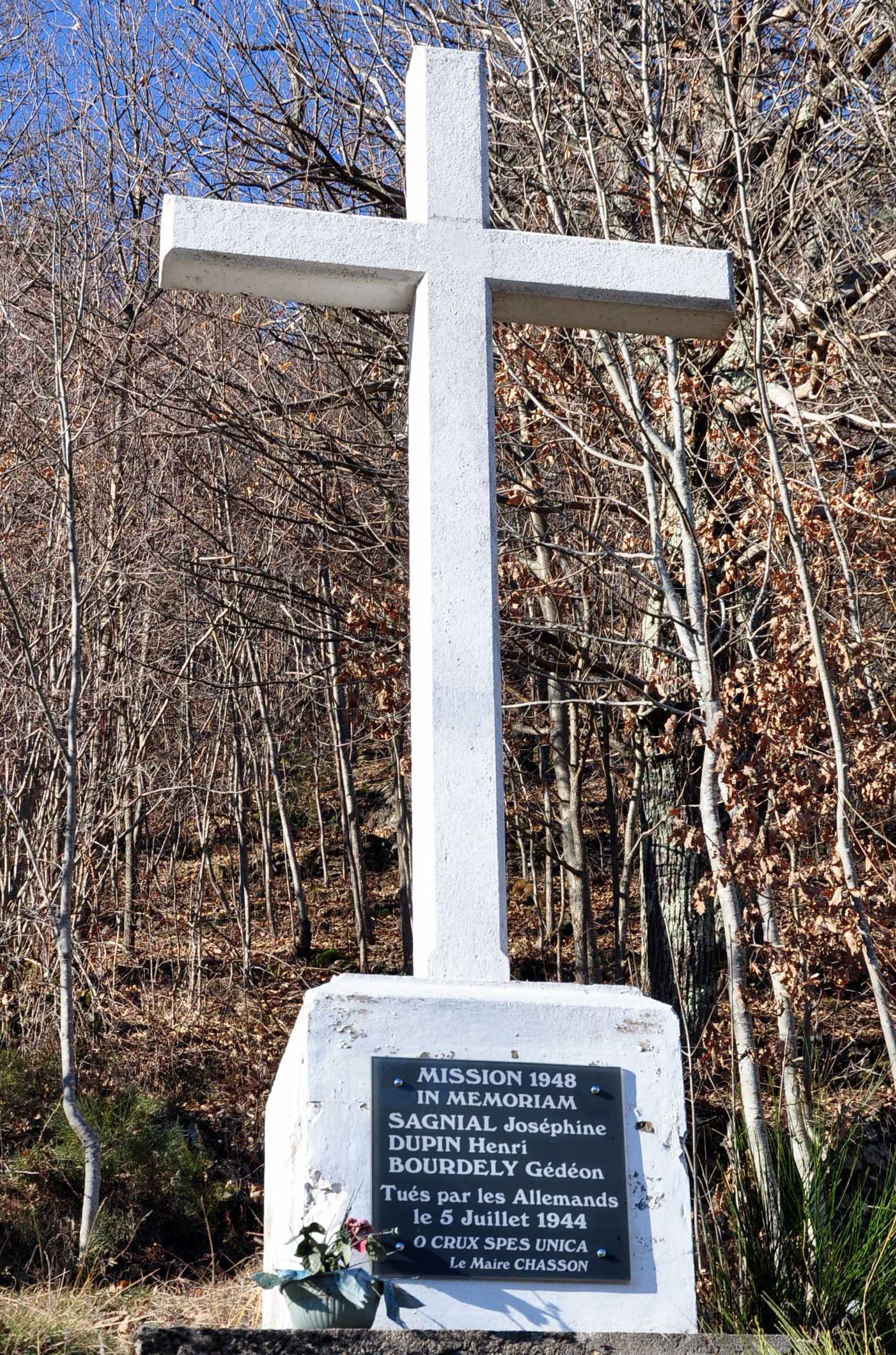
Monument commémoratif du 5 juillet 1944.

### Animations
- Le plan d'eau et le camping « La Gandole ».
- Le passage de l'Ardéchoise (village souvent primé)

### Personnalités liées à la commune
- Luc Tesson, dessinateur de presse et illustrateur partage sa vie entre la Loire et l'Ardèche au village de Dornas.
- Roger Planchon (1931-2009).

### Héraldique
|  | Dornas possède des armoiries dont l'origine et le blasonnement exact ne sont pas disponibles. |